# Alte Bückeburg

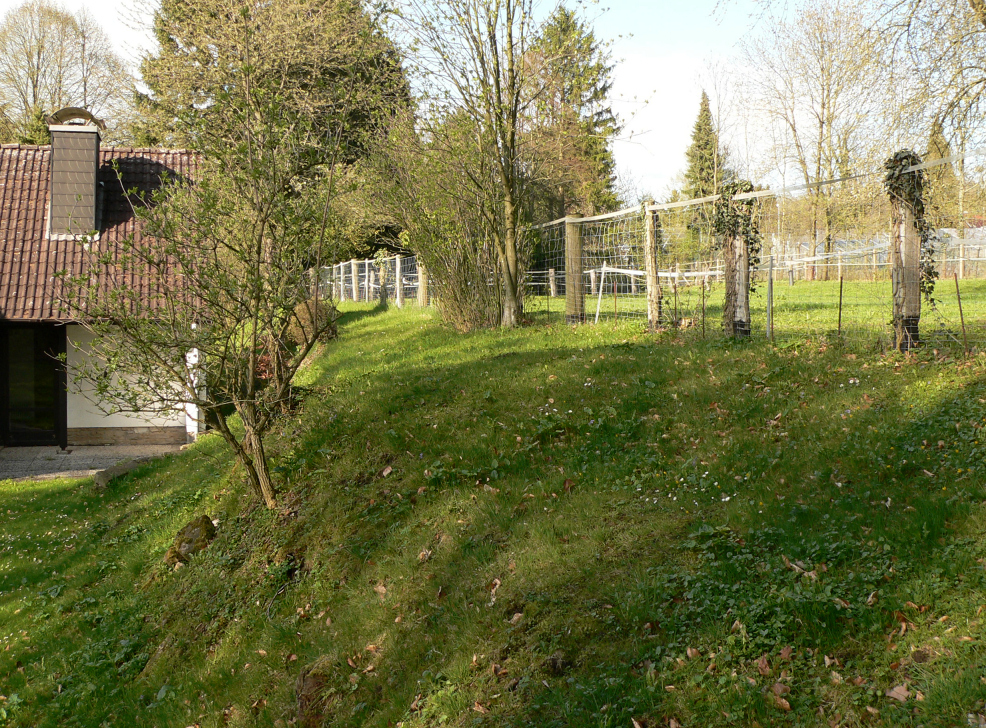
Wallböschung der Burg

Die Alte Bückeburg (Castrum Bukkaburg) ist eine abgegangene Burg auf einem Geländerücken ca. 1 km östlich der Stiftskirche von Obernkirchen. Ihre frühere Größe wird auf 60 × 80 Meter geschätzt. Heute existieren auf dem weitgehend planierten Gelände noch einzelne Bodenvertiefungen und Wallböschungen der Burganlage.

## Geschichte
Erstmals soll in den Reichsannalen urkundlich ein Castrum Bukkaburg im Jahre 775 beim Rückmarsch des siegreichen Karolingischen Heeres aus Sachsen erwähnt worden sein. Die Quellen geben allerdings hierüber keine Auskunft. Sie war Verwaltungssitz der Gaugrafen des Bukkigaus. Ursprünglich war die Burg Besitz der Billunger und ging nach deren Erlöschen im Jahr 1106 an die Askanier. Zur Bückeburg gehörte das Vorwerk Rösehof, eine Mühle und eine kleine Handwerkersiedlung, aus der sich später der Ort Obernkirchen entwickelte. Der Ritter Hermann von Arnheim (* um 1150; † 1213/1216) erhielt die Burg vom Askanier Dietrich von Werben, einem Sohn Albrechts I., zum Lehen. 1180 ging die Burg an das Stift Obernkirchen, und Hermann von Arnheim musste sie verlassen. Er zog auf die Burg Hus Aren in der Bückeburger Niederung. Zu dieser Zeit soll die Burg bereits verfallen sein. Die Burgkapelle bestand noch nach der Aufgabe der Burg weiter und wird 1204 letztmals erwähnt. Bis 1236 erscheint die Alte Bückeburg noch in Urkunden, obwohl sie keine Bedeutung mehr hatte. 1616 veräußerte Graf Ernst von Holstein-Schaumburg den Burgplatz. 1624 nennt das Obernkirchener Kirchenbuch Bürger, die am Platz der Burg Wohnhäuser errichtet hatten. Vermutlich stammte das Baumaterial aus den früheren Burggebäuden. 1746 erwarb der Bergrat von Cölln die Gebäude und richtete einen Meierhof mit Schäferei ein. Nachdem die Gebäude 1874 abgebrannt waren, wurde auf den Grundmauern eine Gastwirtschaft mit Tanzsaal errichtet, sie trug den Namen Alte Bückeburg.
Während des Ersten Weltkriegs kam es 1917 durch den Beauftragten für Bodenaltertümer in der Grafschaft Schaumburg zu Ausgrabungen auf dem Burggelände, an denen russische Kriegsgefangene beteiligt waren. Dabei wurden Mauerreste freigelegt und verschiedene Bodenfunde gemacht, wie Faustkeile, Streitäxte, Tonscherben und Münzen.
Nach dem Zweiten Weltkrieg beschlagnahmte die britische Besatzungsmacht das Gelände und errichtete Kasernengebäude unter dem Namen Harden Barracks. Die Gastwirtschaft diente als Offizierskasino. 1960 übernahm die Bundesfinanzverwaltung das Gelände. 1989 wurde es als Sammelunterkunft für Übersiedler aus der DDR und von Anfang bis Mitte der 1990er Jahre kurzfristig von der Bundeswehr genutzt. Danach standen die Gebäude leer und wurden um 2010 abgerissen. Heute befindet sich auf dem Gelände eine großflächige Photovoltaikanlage.
Die Alte Bückeburg liegt auf einem von Osten nach Westen abfallenden Geländerücken, ihre Südseite lehnt sich an einen Steilhang an. Sie ist durch Geländeplanierungen in der Neuzeit und die britischen Kasernenbauten stark gestört. Anhand alter Karten und der wenigen Geländespuren lässt sich eine abgerundet trapezförmige Anlage von ca. 80 × 60 m Größe erschließen. Von ihr sind nur noch geringe Grabenreste im Südwesten und Norden und eine steile Böschung von 4–6 m Höhe erhalten. In den 1950er Jahren wurden auf dem früheren Burggelände Keramikscherben gefunden. Sie ließen sich als Kugeltopf- und Irdenware aus dem 11. und 12. Jahrhundert klassifizieren. Bei Baubeobachtungen wurden Bruchstein- und Trockenmauern dokumentiert, die vermutlich zu einer späteren Nutzung des Geländes in der frühen Neuzeit gehören.